# Jonas Scholz
Jonas Scholz (* 24. Januar 1999 in Roth) ist ein deutscher Fußballspieler, der aktuell beim FC Ingolstadt 04 unter Vertrag steht.

## Karriere
Scholz begann seine Karriere in der Jugendabteilung des 1. FC Nürnberg. 2018 wechselte er zur zweiten Mannschaft des 1. FC Kaiserslautern, die in der Oberliga spielte. Darüber hinaus trainierte er in der Saison 2018/19 teilweise mit der Profimannschaft, absolvierte für diese zwei Partien im Verbandspokal und saß in einigen Drittligapartien auf der Ersatzbank. Zur Saison 2019/20 erhielt Scholz daraufhin einen Profivertrag. Sein Profidebüt gab er am ersten Spieltag der Saison 2019/20, als er in der Startelf der Lauterer stand. Insgesamt bestritt er fünf Liga- und fünf Pokalspiele für Kaiserslautern.
Mitte Januar 2021 wechselte er zum Regionalligisten FC 08 Homburg, bei dem er einen Vertrag bis Sommer 2022 unterschrieb und sich in der Folge als Stammspieler durchsetzen konnte. Im Sommer 2022 lehnte er eine Verlängerung seines auslaufenden Vertrages ab und wechselte stattdessen in die Regionalliga West zum SC Fortuna Köln. Im Sommer 2024 wechselte Scholz in die Niederlande zu Helmond Sport. In der Saison 2024/25 kam er in 34 Ligaspielen zum Einsatz und erzielte sechs Tore. Im Juli 2025 schloss er sich dem FC Ingolstadt 04 an.